# Inaciolândia
Inaciolândia is een gemeente in de Braziliaanse deelstaat Goiás. De gemeente telt 5.949 inwoners (schatting 2009).

## Aangrenzende gemeenten
De gemeente grenst aan Bom Jesus de Goiás, Cachoeira Dourada, Gouvelândia, Itumbiara en de deelstaat Minas Gerais.